# Терлеева, Елена Владимировна
Еле́на Владимировна Терле́ева (род. 6 марта 1985, Сургут, РСФСР) — российская эстрадная певица, автор песен и композитор, финалист проекта «Фабрика звёзд — 2», дипломант телевизионного фестиваля «Песня года», лауреат музыкальной премии «Золотой граммофон».

## Биография
Елена Терлеева родилась 6 марта 1985 года в городе Сургут. Вскоре после этого семья переехала в Новый Уренгой, где и прошло детство певицы. Мать будущей певицы работала преподавателем музыки, отец — военным. Елена училась в общеобразовательной школе, параллельно занималась игрой на фортепиано и брала уроки вокала.
В 15 лет на одном из региональных музыкальных конкурсов Терлееву заметил председатель жюри телепроекта «Утренняя звезда», пригласивший её на конкурс, где она в результате победила.
В 2003 году стала участницей музыкального реалити-шоу «Фабрика звёзд — 2», музыкальным руководителем и продюсером которого был Максим Фадеев. В финале Елена заняла второе место. В 2013 году в документальном фильме «Слышащий сердцем» Максим Фадеев заявил, что победительницей зрительского голосования в проекте на самом деле стала Елена Терлеева.
В 2005 году заканчивает Институт Современного Искусства по специальности «Музыкальное искусство эстрады. Эстрадно-джазовое пение». Выпущенная в конце 2005 года песня «Между мною и тобою», автором которой стала сама Елена, активно ротировалась на крупных радиостанциях. В том же году певица получила премию «Золотой голос России» от правительства Москвы.
Песня «Солнце» (авторы музыки: Анастасия Максимова и Stardan; слова: Анастасия Максимова), выпущенная в 2007 году, стала хитом и самой ротируемой композицией более чем на 200 российских и зарубежных радиостанциях. За неё Елена получила свой первый «Золотой граммофон», вышла в финалы фестивалей «Песня года» и «Новые песни о главном», а также была отмечена в номинациях «Лучшая исполнительница» и «Лучшая композиция» на RMA 2007. Также Елена записала композицию «Ты и я», которая стала саундтреком к фильму «Мы из будущего».
В 2008 году в ротации появилась не менее успешная песня «Люби меня» (автор Максим Фадеев), на которую снял клип Алан Бадоев. Именно за эту песню в июне 2009 года исполнительница получила награду «Бог эфира» в номинации «Лучший радиохит среди исполнительниц».

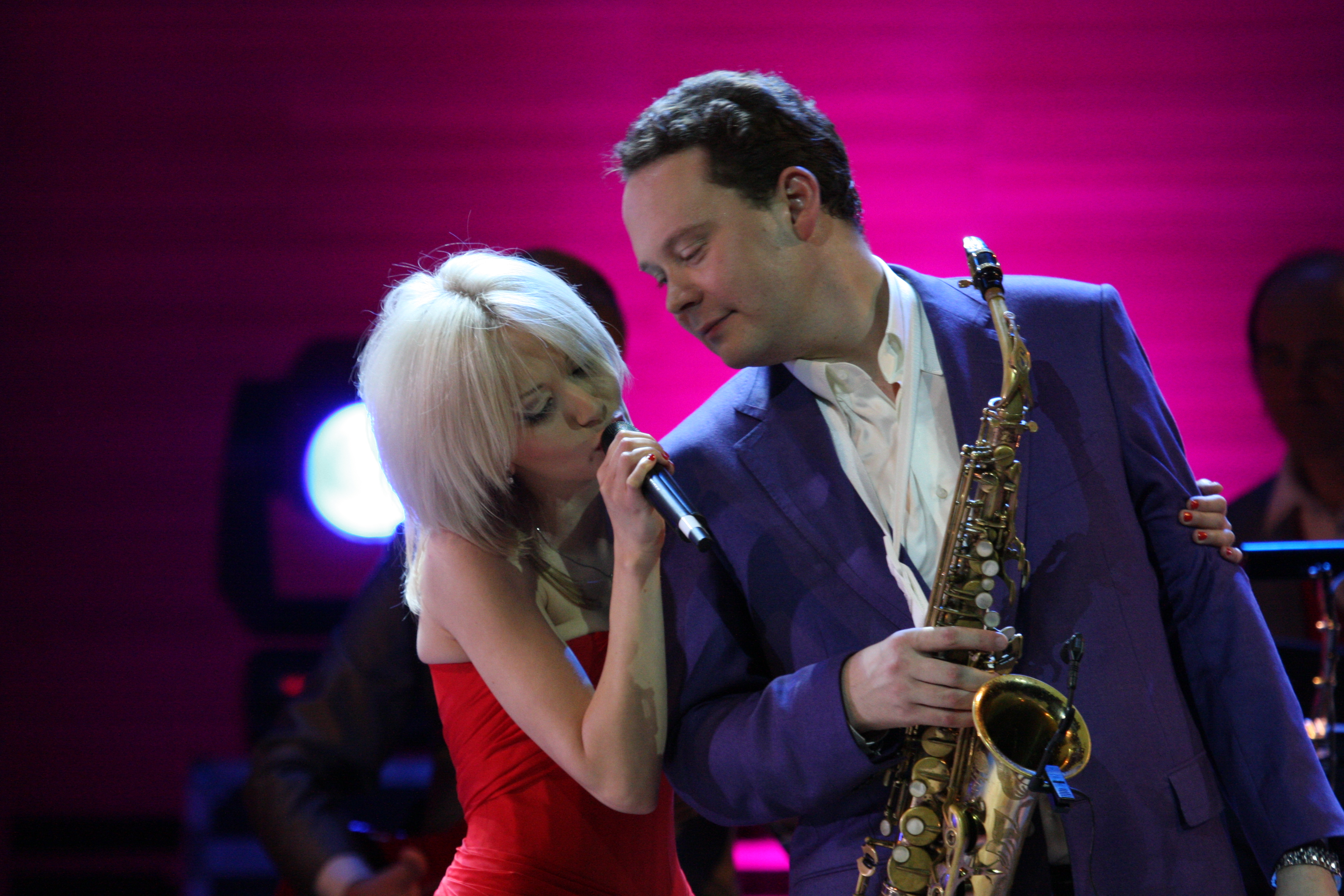
Елена Терлеева и Алекс Новиков на выступлении

В 2009 году Елена меняет своё амплуа и уходит в другой жанр музыки: джаз. Терлеева сотрудничает с Заслуженным артистом России саксофонистом Алексом Новиковым и джазовым коллективом «Агафонников-Бэнд». Она выступает в Московском международном Доме музыки (Светлановском и Камерном залах), в Концертном зале имени П. И. Чайковского и на других концертных площадках. В апреле 2011 года Терлеева посвятила свою новую песню «Её величество актриса» советской и российской актрисе и певице Людмиле Гурченко (автор муз.: Ю. Э. Эрикона; сл.: В.Веледницкий).
В 2012 году награждается золотой медалью «Национальное достояние» некоммерческой организации благотворительного фонда «Национальное достояние».
В 2013 году Елена готовит новую программу и выходит её дебютный альбом «ПредИстория», в который вошли 12 треков, 6 из которых написаны самой исполнительницей. В этом же году неожиданно для поклонников Елены выходит второй альбом «Солнце».
15 июня 2015 года состоялся релиз сингла певицы «Не прощу». Текст песни написала Елена Терлеева.
9 февраля 2016 после успешной защиты магистерской диссертации на тему «Музыкальное искусство эстрады в художественной культуре России второй половины XX века» получила красный диплом магистра изящных искусств в МГУ им. М. В. Ломоносова.
В 2017 году Елена презентовала свою авторскую песню «Мысли».
15 мая 2018 года была выпущена новая песня «Уходи», которая возглавила хит-парад «Золотой граммофон» и продержалась в нем 19 недель.
27 марта 2019 года на суд слушателей был представлен новый сингл «Вдох-выдох».
28 ноября 2019 года состоялась премьера авторской песни «Я любила» и клипа на нее.
В 2020-м году Елена выпустила три сингла: «Вирус» (первоначальная версия трека «Вдох-выдох») и две песни собственного сочинения — «Солнце до рассвета» и «Не твоя». Сингл «Солнце до рассвета» попал в ротацию «Русского радио».

## Дискография

### Студийные альбомы
| №                   | Название                   | Длительность |
| ------------------- | -------------------------- | ------------ |
| 1.                  | «Верни мне свет»           | 4:10         |
| 2.                  | «Просто»                   | 5:26         |
| 3.                  | «Немая любовь»             | 4:03         |
| 4.                  | «Обману себя»              | 3:27         |
| 5.                  | «Уходим навсегда»          | 4:05         |
| 6.                  | «Цепи»                     | 4:12         |
| 7.                  | «Отпускаю»                 | 4:02         |
| 8.                  | «Прости»                   | 3:48         |
| 9.                  | «Нет меня (Не Лена)»       | 4:18         |
| 10.                 | «Adieu mon Garcon»         | 4:14         |
| 11.                 | «Цветы»                    | 4:58         |
| 12.                 | «Уходим навсегда» (Remake) | 4:00         |
| Общая длительность: | Общая длительность:        | 49:23        |

| №                   | Название                    | Длительность |
| ------------------- | --------------------------- | ------------ |
| 1.                  | «Солнце»                    | 3:32         |
| 2.                  | «Ты и я»                    | 3:38         |
| 3.                  | «Между мною и тобою»        | 3:44         |
| 4.                  | «Два сердца»                | 3:53         |
| 5.                  | «Брось»                     | 3:36         |
| 6.                  | «Позвони»                   | 3:32         |
| 7.                  | «Грустная осень»            | 3:44         |
| 8.                  | «Любовь моя»                | 3:42         |
| 9.                  | «Улетает имя твоё»          | 3:38         |
| 10.                 | «Пой»                       | 3:51         |
| 11.                 | «История любви»             | 3:44         |
| 12.                 | «Солнце» (Ex-Plosion Remix) | 4:57         |
| Общая длительность: | Общая длительность:         | 41:55        |

### Синглы
| Год  | Сингл                | Альбом      |
| ---- | -------------------- | ----------- |
| 2006 | «Брось»              | Солнце      |
| 2007 | «Солнце»             | Солнце      |
| 2008 | «Люби меня»          | без альбома |
| 2012 | «Просто»             | ПредИстория |
| 2015 | «Не прощу»           | без альбома |
| 2017 | «Мысли»              | без альбома |
| 2018 | «Уходи»              | без альбома |
| 2019 | «Вдох-выдох»         | без альбома |
| 2019 | «Я любила»           | без альбома |
| 2020 | «Вирус»              | без альбома |
| 2020 | «Солнце до рассвета» | без альбома |
| 2020 | «Не твоя»            | без альбома |
| 2021 | «В Одно Дыхание»     | без альбома |

## Видеография
| Год  | Клип        | Альбом      | Режиссёр         |
| ---- | ----------- | ----------- | ---------------- |
| 2006 | «Брось»     | Солнце      | Максим Рожков    |
| 2007 | «Солнце»    | Солнце      | Евгений Курицын  |
| 2008 | «Люби меня» | без альбома | Алан Бадоев      |
| 2012 | «Просто»    | ПредИстория | Николай Гаврилюк |
| 2018 | «Уходи»     | без альбома | Николай Гаврилюк |
| 2019 | «Я любила»  | без альбома | нет информации   |

## Награды и номинации
- 2000 — победитель конкурса «Утренняя звезда».
- 2003 — финалистка (2-е место) проекта «Фабрика звёзд-2».
- 2005 — премия от Правительства Москвы «Золотой голос России».
- 2007 — лауреат премии «Золотой граммофон» за песню «Солнце».
- 2007 — финалист телевизионного фестиваля «Песня года» с песней «Солнце» (муз. и сл. А. Максимова).
- 2007 — кавалер Ордена «За возрождение России. XXI век» некоммерческой организации фонда «Пилар»
- 2007 — номинант премии MTV Russia Music Awards в номинациях «Лучшая песня» («Солнце») и «Лучшая исполнительница».
- 2009 — премия «Бог эфира» в номинации «Лучшая исполнительница» за песню «Люби меня».
- 2012 — золотая медаль «Национальное достояние» некоммерческой организации благотворительного фонда «Национальное достояние».